# Ardarik
Ardaric (453-ca. 470) was koning van de Gepiden. Hij staat bekend als de koning onder wie de Gepiden hun vrijheid terugkregen nadat zij tientallen jaren een aan de Hunnen onderworpen volk waren geweest.

## Geschiedenis
Volgens Jordanes was Ardaric een van de trouwste volgelingen van Attila de Hun toen de Gepiden nog een onderworpen volk waren. In de Slag bij Châlons in 451 vocht Ardaric naast Attila de koning van de Hunnen tegen de Romeinen en hun bondgenoten. Ondanks het feit dat hij bekendstond om zijn loyaliteit kwam Ardaric als eerste in opstand tegen de zonen van Attila, toen er na de dood van Attilla in 453 een opvolgingstrijd losbarstte. In de aanloop naar de Slag aan de Nadao werd Ardaric tot oorlogsleider benoemd van het gezamenlijke leger van de Gepiden en Ostrogoten. Deze slag vond plaats in 454 en werd door de opstandelingen gewonnen, waardoor de suprematie van de Hunnen in Europa eindigde. Volgens de overlevering viel uiteindelijk na felle bittere conflicten, de zege onverwachts voor de Gepiden en Ostrogoten en vernietigde Ardaric in totaal dertigduizend man, Hunnen en volken die hulp boden.